# Diecezja Ilorin
Diecezja Ilorin – diecezja rzymskokatolicka  w Nigerii. Powstała w 1969 w miejsce istniejącej od 1960 prefektury apostolskiej. Jest częścią metropolii Kaduna.

## Biskupi ordynariusze
- Prefekci apostolscy
  - Bp William Mahony, S.M.A. (1960 – 1969)

- Biskupi diecezjalni
  - Bp William Mahony, S.M.A. (1969 – 1984)
  - Abp John Onaiyekan (1984 – 1990)
  - Bp Ayo-Maria Atoyebi, O.P. (1992 – 2019)
  - Bp Paul Olawoore (2019 – 2022)
  - Bp Anselm Pendo Lawani (od 2024)